# 蒙特尼亞

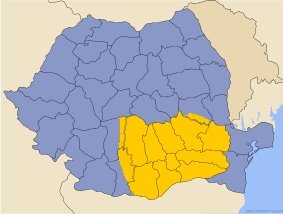
黄色的部分即為蒙特尼亞

蒙特尼亞（Muntenia）是歐洲一地理區域名。指羅馬尼亞東南部，靠近保加利亞邊境的地區。大部分屬于瓦拉幾亞地區。
蒙特尼亞包括了以下10個縣：
- 阿爾傑什縣
- 伊爾福夫縣 含羅馬尼亞首都布加勒斯特
- 久爾久縣
- 特列奧爾曼縣
- 登博維察縣
- 布澤烏縣
- 普拉霍瓦縣
- 布勒伊拉縣
- 雅洛米察縣
- 克勒拉希縣